# Gaesischia glabrata
Gaesischia glabrata är en biart som beskrevs av Urban 1989. Gaesischia glabrata ingår i släktet Gaesischia och familjen långtungebin. Inga underarter finns listade i Catalogue of Life.